# Міжнародний кодекс номенклатури прокаріотів
Міжнаро́дний ко́декс номенклату́ри прокаріо́тів (МКНП) (англ. International Code of Nomenclature of Prokaryotes (ICNP)), раніше Міжнаро́дний ко́декс номенклату́ри бакте́рій (МКНБ) (англ. International Code of Nomenclature of Bacteria (ICNB)), або Бактеріологі́чний ко́декс (БК) (англ. Bacteriological Code (BC)) регулює наукові назви бактерій та археїв. Він визначає правила найменування таксонів бактерій відповідно до їх відносного рангу. Як такий він є одним із кодексів біологічної номенклатури.
Спочатку Міжнародний кодекс ботанічної номенклатури поширювався на бактерії, і в ньому зберігалися рекомендації для бактерії, до тих пір, поки вони не були ліквідовані на Міжнародному ботанічному конгресі 1975 року. Ранній Кодекс з номенклатури бактерій (англ. Code for the nomenclature of bacteria) був затверджений на 4-му Міжнародному конгресі з мікробіології (англ. 4th International Congress for Microbiology) в 1947 році, але згодом був відхилений. 
Остання версія, яка була надрукована як книга, — це редакція 1990 року, але книга не відповідає чинним правилам. Редакція 2008 року була опублікована в International Journal of Systematic and Evolutionary Microbiology (IJSEM) (укр. Міжнародний журнал систематичної та еволюційної мікробіології). Правила підтримуються Міжнародним комітетом з систематики прокаріотів (МКСП) (англ. International Committee on Systematics of Prokaryotes (ICSP))(раніше Міжнародний комітет з систематичної бактеріології (МКСБ) (англ. International Committee on Systematic Bacteriology (ICSB))).
Підґрунтям для назв бактерій є Approved Lists (укр. Затверджені Списки) від 1980 року. Нові назви бактерій розглядаються МКСП на відповідність Правилам номенклатури та публікуються в IJSEM.
Станом на 2011 рік, формальне розділення ботанічного та бактеріологічного кодексів продовжує створювати проблеми з номенклатурою певних груп.

## Версії
- Buchanan, R. E., and Ralph St. John-Brooks. (1947, June) (Editors). Proposed Bacteriological Code of Nomenclature. Developed from proposals approved by International Committee on Bacteriological Nomenclature at the Meeting of the Third International Congress for Microbiology. Publication authorized in Plenary Session, pp. 61. Iowa State College Press, Ames, Iowa. U.S.A. Hathi Trust [Архівовано 4 жовтня 2021 у Wayback Machine.].
- Buchanan R. E., St , John-Brooks R., Breed R. S. (1948). International bacteriological code of nomenclature. Journal of Bacteriology. 55: 287—306. doi:10.1128/jb.55.3.287-306.1948. PMC 518444. PMID 16561459. Reprinted 1949, Journal of General Microbiology 3, 444–462.
- International Committee on Bacteriological Nomenclature. (1958, June). International code of nomenclature of bacteria and viruses. Ames, Iowa State College Press. BHL [Архівовано 4 жовтня 2021 у Wayback Machine.].
- Lapage, S.P., Sneath, P.H.A., Lessel, E.F., Skerman, V.B.D., Seeliger, H.P.R. & Clark, W.A. (1975). International Code of Nomenclature of Bacteria. 1975 Revision. American Society of Microbiology, Washington, D.C
- Lapage, S.P., Sneath, P.H.A., Lessel, E.F., Skerman, V.B.D., Seeliger, H.P.R. & Clark, W.A. (1992). International Code of Nomenclature of Bacteria. Bacteriological Code. 1990 Revision. American Society for Microbiology, Washington, D.C. link [Архівовано 17 жовтня 2019 у Wayback Machine.].
- Parker, C.T., Tindall, B.J. & Garrity, G.M., eds. (2019). International Code of Nomenclature of Prokaryotes. Prokaryotic Code (2008 Revision) [Архівовано 28 вересня 2020 у Wayback Machine.]. International Journal of Systematic and Evolutionary Microbiology 69(1A): S1–S111. doi: 10.1099/ijsem.0.000778